# Maggie Lawson
Margareth Cassidy Lawson (nascida em 12 de agosto de 1980) é uma atriz americana que é mais conhecida por seu papel como a detetive "Juliet O'Hara" na série Psych. Ela também estrelou as sitcoms Inside Schwartz, It's All Relative, e Crumbs, assim como o filme de televisão Nancy Drew. No final de 2014 e início de 2015, teve um papel de apoio como Miss McMartin na 12ª e última temporada de Two and a Half Men.

## Filmografia
| Ano         | Título                                  | Personagem                  | Nota                            |
| ----------- | --------------------------------------- | --------------------------- | ------------------------------- |
| 1996        | Unhappily Ever After                    | Madelyn                     |                                 |
| 1996        | Hang Time                               | Kim                         |                                 |
| 1997        | Step by Step                            | Alana Mills                 | Telefilme                       |
| 1997        | Boy Meets World                         | Debbie                      |                                 |
| 1997        | Meego                                   | Brooke                      |                                 |
| 1997        | Cybill                                  | Jennifer                    | ep: Like Family                 |
| 1997        | Step by Step                            | Alana Mills                 |                                 |
| 1998        | Home Improvement                        | Samantha Hase               |                                 |
| 1998        | Pleasantville                           | Lisa Anne                   |                                 |
| 1998        | I've Been Waiting for You               | Debbie Murdock              |                                 |
| 1999        | Party of Five                           | Alexa                       | Recurring                       |
| 1999        | ER                                      | Shannon Mitchell            |                                 |
| 2000        | Model Behavior                          | Alex Borroughs/Janine Adams |                                 |
| 2001        | Inside Schwartz                         | Eve                         | Recurring                       |
| 2002        | Nancy Drew                              | Nancy Drew                  | Filme de TV                     |
| 2002        | Cheats                                  | Julie Merkel                |                                 |
| 2002        | Heart of a Stranger                     | Amanda Maddox               | Filme de TV                     |
| 2002        | Smallville                              | Chrissy/Missy Parker        | 1 episódio                      |
| 2003        | Winter Break                            | Michelle                    |                                 |
| 2003-2004   | It's All Relative                       | Liz Stoddard-Banks          |                                 |
| 2004        | Love Rules                              | Kelly                       |                                 |
| 2004        | Revenge of a Middle-Aged Woman          | Rachel                      |                                 |
| 2005        | Tru Calling                             | Megan Roberts               | 1 episódio                      |
| 2006        | Crumbs                                  | Andrea Malone               | Série Regular                   |
| 2006-2014   | Psych                                   | Juliet O'Hara               | Série Regular                   |
| 2007        | Cleaner                                 | Cherie                      |                                 |
| 2007        | Rules of Engagement                     |                             | 1 episódio                      |
| 2008        | Fear Itself - In Sickness and in Health | Bride                       | 1 episódio                      |
| 2009        | Still Waiting...                        | Allison                     |                                 |
| 2009        | Killer Hair                             | Lacey Smithsonian           |                                 |
| 2009        | Hostile Makeover                        | Lacey Smithsonian           | Filme de TV                     |
| 2009        | Gamer                                   | Mulher                      |                                 |
| 2010        | A Date with Diana                       | Diana                       |                                 |
| 2014 - 2015 | Two And A Half Men                      | Ms. McMartin                | Recorrente                      |
| 2015        | Angel From Hell                         | Allison                     | Principal                       |
| 2017–2018   | The Ranch                               | Jen                         | 7 episódios                     |
| 2018        | Spivak                                  | Jeanine Mulholland          | Filme Netflix                   |
| 2018        | Santa Clarita Diet                      | Christa                     | 4 episódios                     |
| 2018–2019   | Lethal Weapon                           | Natalie Flynn               | Recorrente                      |
| 2019        | The Story of Us                         | Jamie                       | Filme para televisão (Hallmark) |
| 2019        | Into The Dark                           | Rebecca Wheeler             | Episódio: " Treehouse "         |
| 2019        | Christmas in Evergreen: Tidings of Joy  | Katie Connell               | Filme para televisão (Hallmark) |
| 2020        | Outmatched                              | Kay                         | Líder da série                  |
| 2020        | Psych 2: Lassie Come Home               | Juliet O'Hara               | Filme de tv                     |